# Gaetano Toscano (politico 1929)
Gaetano Toscano (Gaeta, 16 giugno 1929 – Belluno, 12 luglio 2024) è stato un politico italiano.

## Biografia
Dirigente provinciale del Partito Socialista Italiano e del Partito Socialista Democratico Italiano dalla fine degli anni Cinquanta agli anni Novanta, fu consigliere del comune di Belluno dal 1960 al 1986, salvo la parentesi 1964-1968, quando fu consigliere provinciale. Ricoprì l'incarico di vice-sindaco di Belluno dal 1968 al 1973, poi ancora dal 1979 al 1983 e nel biennio 1985-1986. Fu eletto sindaco di Belluno nel 1983, guidando una giunta di sinistra fino al settembre 1984. Fu inoltre vice-presidente e poi presidente dell'Ater (1986-1992), nonché cittadino onorario del comune di Lamon.
Anche suo figlio intraprese la carriera politica, sedendo nel consiglio comunale del capoluogo.
Morì a Belluno il 12 luglio 2024 all'età di 95 anni.